# Ogilbia deroyi
Ogilbia deroyi är en fiskart som först beskrevs av Max Poll och Van Mol, 1966.  Ogilbia deroyi ingår i släktet Ogilbia och familjen Bythitidae. IUCN kategoriserar arten globalt som livskraftig. Inga underarter finns listade i Catalogue of Life.